# 卡拉博·西班达
卡拉博·西班达（1998年7月2日—）是一名博茨瓦纳男子田径运动员，主攻400米赛跑。他原本是一名象棋选手，后来在看了牙买加选手尤塞恩·博尔特在2012年伦敦奥运期间的表现后，他开始转攻田径项目。2016年，他获得了博茨瓦纳年度最佳运动员奖。2018年5月，他进入区域年度体育奖前三名。